# Brustna hjärtans hotell
Brustna hjärtans hotell är ett musikalbum från 1972 med proggbandet Blå Tåget, utgivet 1972 på skivbolaget MNW Waxholm. Den släpptes på senare CD där vissa låtar hade kortats ned så att albumet fick plats på en skiva i stället för två. 2009, i samband med skivbolagets 40-årsjubileum, kom en ny CD-utgåva, nu uppdelad på två skivor, så att inga låtar behövde kortas ned och man dessutom fick plats med två bonusspår.
Albumet var gruppens första under namnet Blå tåget sedan man bytt namn från Gunder Hägg. Skivan var en dubbel-LP med totalt 21 låtar. Tore Berger, Torkel Rasmusson och Leif Nylén skrev de flesta av låtarna. Den allra kändaste har kommit att bli "Den ena handen vet vad den andra gör", en låt om hur kapitalismen har nytta av en stark och smidig stat. Punkbandet Ebba Grön gjorde senare en känd tolkning av låten.
Albumet är en av titlarna i boken Tusen svenska klassiker (2009).

## Låtlista

### Sida 1
1. Den grå eminensen - 3:30
2. Den ena handen vet vad den andra gör - 4:28
3. Gesällvisan - 2:22
4. Tvivelaktig kurtis - 3:29
5. Medan havregrynen sväller - 2:07

### Sida 2
1. Balladen om den amerikanska frisören - 4:57
2. I Hagalund - 3:34
3. Hal is - 6:51
4. Trollkarlens hatt - 2:36
5. Kan sparsamhet rädda proletariatet? - 2:15
6. Var finns en sjö... - 1:01

### Sida 3
1. Winges vals - 4:12
2. Ugglans sång - 3:23
3. I miljonärskvarteren - 3:55
4. Konsten, fru Ramona - 4:18
5. Café Europa - 4:31

### Sida 4
1. På väg till koppargruvan - 9:11
2. Vägen till Klondike - 1:21
3. En sommarbild - 2:50
4. Järven - 2:23
5. Tragedi i kanslihuset - 4:06

### Bonusspår på CD-utgåva 2009
1. Gatflickans sång - 3:20
2. Musse Pigg - 2:06

## Medverkande musiker
- Carl Johan De Geer - trombon, sång
- Kjell Westling - sträng- och blåsinstrument
- Leif Nylén - trummor, sång
- Mats G Bengtsson - klaviatur, sång
- Roland Keijser - saxofoner på Winges vals, I miljonärskvarteren och Konsten, fru Ramona
- Tore Berger - sång, klarinett
- Torkel Rasmusson - sång, munspel
- Urban Yman - bas, fiol, sång

### Fotnoter
1. ↑  ”Brustna hjärtans hotell”. Discogs.com. http://www.discogs.com/Bl%C3%A5-T%C3%A5get-Brustna-Hj%C3%A4rtans-Hotell/release/2824526. Läst 30 januari 2013.
2. 1 2  Gradvall et al (2009), #335